# Trofeo Topolino
Il Trofeo Topolino è stato una serie di manifestazioni sportive internazionali per bambini organizzate sotto l'egida della Walt Disney Italia dal 1958 al 2016.

## Storia
L'iniziativa nacque nel 1957 grazie al giornalista sportivo trentino Rolly Marchi e a Mike Bongiorno (che all'epoca teneva una rubrica sulla rivista Topolino), sotto la supervisione del maestro di sci Gigi Panei, anche a seguito della vittoria del concorso il «Desiderio del mese» della rivista Topolino da parte della tredicenne Gabriella Bois, che chiese e ottenne di sciare con Mike Bongiorno. L'esordio ebbe luogo nel 1958 a Courmayeur, prima del trasferimento sulle nevi del Cortina d'Ampezzo; l'anno seguente si svolse a Madonna di Campiglio, solo l'anno dopo approda al Monte Bondone (Trento), per volontà dello stesso Rolly Marchi. L'evento transitò poi in altre località trentine quali Folgarida, Pinzolo, Panarotta (Valsugana), per poi approdare nel 2010 a Folgaria, sempre in Trentino.
Nel corso degli anni vennero organizzati più Trofei in diverse discipline sportive, in alcuni casi interrotti e poi ripresi ricominciandone la numerazione, tra cui:
- Arrampicata[5]
- Badminton[6]
- Baseball[7]
- Calcio[8][9]
- Ciclismo[10]
- Dama[11]
- Freestyle ski[12]
- Fut sala[13]
- Golf[14]
- Judo[15]
- Judo e lotta[16]
- Karate/karate tradizionale[17][18]
- Minibasket[19]
- Minivolley[20][21]
- Nuoto[22]
- Pallacanestro[23]
- Pallamano[24][25]
- Pallanuoto[26]
- Pallavolo[27]
- Pattinaggio in linea[28]
- Rugby[29]
- Scacchi[30]
- Scherma[31]
- Sci alpino[32]
- Sci di fondo[33]
- Sci nautico[34]
- Skateboard[35]
- Sleddog[36]
- Sport sul ghiaccio (curling, hockey, pattinaggio artistico, pattinaggio velocità e stock sport)[37]
- Tennis[38][39]
- Tennistavolo[40]
- Tiro con l'arco[41]
- Snowboard[42][12]
- Vela/vela e windsurf[43][44]

Oltre ai Trofei Topolino veri e propri, negli anni si sono anche svolte manifestazioni sportive, sia di singola disciplina (ad esempio il Torneo Topolino di scacchi o la Topolino Marathon) sia multidisciplinari (ad esempio la Grande Festa dello Sport), che venivano accostate dalla Disney ai Trofei Topolino, tanto da essere inserite nella rubrica "Trofei Topolino" del fumetto Topolino.
Nell'ottobre 2016 la Walt Disney Italia annunciò il ritiro del marchio Trofeo Topolino da tutte discipline sportive, decidendo di limitarsi alla promozione della pratica sportiva solo tramite le proprie riviste e le nuove tecnologie. In seguito alcune manifestazioni, come ad esempio il torneo dello sci di fondo, sono proseguite utilizzando altri nomi.